# Francis Burt (australisk politiker)
Francis Theodore Page Burt, född 14 juni 1918 i Cottesloe, Western Australia, död 8 september 2004 i Perth, var en australisk jurist och politiker. Han var chefsdomare i Western Australias högsta domstol 1977–1988 och guvernör i Western Australia 1990–1993.
Burt tjänstgjorde först i Australiens flotta och sedan i Australiens flygvapen under andra världskriget. År 1945 avlade han juristexamen vid University of Western Australia och hade sedan en lång och framgångsrik karriär som advokat innan tiden som chefsdomare. År 1990 utnämndes han till guvernör och innehade det ämbetet fram till pensioneringen tre år senare.
Burt avled 2004 och gravsattes på Karrakatta Cemetery i Karrakatta.